# Педађо (Торино)
Педађо је насеље у Италији у округу Торино, региону Пијемонт.
Према процени из 2011. у насељу је живело 253 становника. Насеље се налази на надморској висини од 220 м.